# Netto-Gesamtanlageneffektivität
Die Netto-Gesamtanlageneffektivität (NGE; englisch Net Equipment Effectiveness, NEE) ist eine betriebswirtschaftliche Kennzahl, die das Produkt aus Verfügbarkeit, Leistungsgrad und Qualitätsrate einer technischen Anlage oder Maschine wiedergibt. Pendant ist die Gesamtanlageneffektivität.

## Allgemeines
Die Kennzahl ist im Rahmen der Total Productive Maintenance von Bedeutung und in Anlehnung an die (Brutto-)Gesamtanlageneffektivität entstanden. In die Netto-Gesamtanlageneffektivität werden Verluste oder Wertminderungen einbezogen, die an einer Anlage oder Maschine entstehen und Auswirkungen auf die Produktion haben. Je höher die erzielte Gesamtanlageneffektivität einer Maschine oder Anlage, desto größer ist das Leistungspotential, das dem Produktionsprozess zur Verfügung gestellt wird. Bei der Instandhaltung und Wartung ist deshalb die Maximierung der Gesamtanlageneffektivität ein wichtiges Ziel. Die Gesamtanlageneffektivität drückt aus, in wie viel Prozent der gesamten Rechnungsperiode Maschinen und Anlagen ihre maximale Leistungsfähigkeit sowohl im Hinblick auf ihre Geschwindigkeit als auch bezüglich der Produktqualität erreichen.

## Berechnung
Die Gesamtanlageneffektivität {\displaystyle G} besteht aus den Faktoren Verfügbarkeit ({\displaystyle V}; englisch availability), Leistungsgrad ({\displaystyle L}; englisch performance rate) und Qualitätsrate ({\displaystyle Q}; englisch quality rate): 
{\displaystyle G=V\cdot L\cdot Q}.
Die Verfügbarkeit setzt sich aus geplantem Maschinenstillstand, Produktionsplananpassungen, Funktionsstörungen und Prozessfehlern zusammen, bei der Qualitätsrate spielen Ausschuss und Nacharbeiten eine Rolle. Die „totale effektive Anlagenproduktivität“ schließt geplante Stillstandszeiten ein und ist ein kombiniertes Maß für die Anlagenauslastung und die Gesamtanlageneffektivität.
Der Wertebereich der Gesamtanlageneffektivität liegt zwischen {\displaystyle 0} (keine Effektivität) und {\displaystyle 1} (maximale Effektivität). Ein sehr guter Wert liegt bei mehr als 85 % vor, viele Unternehmen bewegen sich jedoch im Bereich von 50 %.

### Nutzungsgrad
Der Nutzungsgrad ist ein Maß für Verluste durch Anlagenausfälle. Im Gegensatz zum Nutzungsgrad der Gesamtanlageneffektivität bleiben Rüst- und Einrichtvorgänge unberücksichtigt. Er ist wie folgt definiert:
{\displaystyle {\text{Nutzungsgrad}}={\frac {\text{Zeit der Betriebsbereitschaft}}{\text{Planbelegungszeit}}}}.
Die Zeit der Betriebsbereitschaft ist als Differenz der Planbelegungszeit und der Zeit durch Anlagenausfälle definiert. 
Die Planbelegungszeit ist nach VDI-Richtlinie 3423 als Produkt von Schichtlänge in Stunden × Anzahl der Schichten × Anzahl der Arbeitstage eines Monats definiert.

### Leistungsgrad
Der Leistungsgrad ist ein Maß für Verluste durch Abweichung von der geplanten Taktzeit, kleinere Ausfälle und Leerläufe.
{\displaystyle {\text{Leistungsgrad}}={\text{Grad der Bearbeitungsgeschwindigkeit}}\cdot {\text{Netto Bearbeitungszeit}}\qquad (1)},
{\displaystyle {\text{Grad der Bearbeitungsgeschwindigkeit}}={\frac {\text{geplante Taktzeit}}{\text{reale Taktzeit}}}\qquad (2)},
{\displaystyle {\text{Netto Bearbeitungszeit}}={\frac {{\text{Anzahl produzierter Teile}}\cdot {\text{reale Taktzeit}}}{\text{Maschinenlaufzeit}}}\qquad (3)}.
Aus (2) und (3) in (1) folgt:
{\displaystyle {\text{Leistungsgrad}}={\frac {{\text{geplante Taktzeit}}\cdot {\text{Anzahl produzierter Teile}}}{\text{Maschinenlaufzeit}}}}.
Die Maschinenlaufzeit ist nach REFA als die Zeit definiert, in der die Maschine tatsächlich produziert, d. h. Betriebsmittelzeit abzüglich Ausfallzeit, strömungsbedingte Brachzeiten und Nutzungsnebenzeiten.

### Qualitätsrate
Die Qualitätsrate ist ein Maß für den Zeitverlust auf Grund defekter und zu überarbeitender Teile. Sie ist wie folgt definiert:
{\displaystyle {\text{Qualitätsrate}}={\frac {{\text{Anzahl produzierter Teile}}-{\text{Anzahl Nacharbeitsteile}}-{\text{Anzahl Ausschussteile}}}{\text{Anzahl produzierter Teile}}}}

## Net Equipment Effectiveness
Die NEE ist als Produkt von Nutzungsgrad, Leistungsgrad und Qualitätsrate definiert. Werden die oben genannten Formeln ineinander eingesetzt, so folgt:
{\displaystyle NEE={\frac {{\text{geplante Taktzeit}}\cdot ({\text{produzierte Teile}}-{\text{Anzahl Ausschussteile}}-{\text{Anzahl Nacharbeitsteile}})}{\text{Planbelegungszeit}}}\cdot {\frac {\text{Zeit der Betriebsbereitschaft}}{\text{Maschinenlaufzeit}}}}.

## Beispiel
Eine Maschine arbeitet an 5 Arbeitstagen im Zweischichtbetrieb zu je 7 Stunden und 12 Minuten, die Maschinenlaufzeit beträgt damit 4.320 Minuten. Die Maschine fertigt während dieser Zeit 6.213 Teile, wovon 87 Teile als Ausschuss gelten und 312 Teile einer Nacharbeit zu unterziehen sind:
{\displaystyle {\text{G}}={\frac {30{\text{ Sekunden pro Stück}}\cdot (6213-87-312)}{4320}}}.
Die Gesamtanlageneffektivität {\displaystyle G} beträgt im Beispiel 67,29 %.

## Wirtschaftliche Aspekte
Insbesondere Produktionsunternehmen mit hoher Anlagenintensität bei technischen Anlagen müssen ihre Anlagenverfügbarkeit genau beobachten. Für Mehrproduktunternehmen, Serienfertigung und Verfahrenstechnik gilt die Gesamtanlageneffektivität als existenziell. Dabei sind ungeplante Stillstände, die Erhöhung des Qualitätsgrades und die Reduzierung von Rüstzeiten von besonderer Bedeutung.